# Fran Rubel Kuzui
Fran Rubel Kuzui és una directora i productora de cinema estatunidenca. Va rebre el seu màster a la Universitat de Nova York i va ser supervisor de guió durant una dècada, abans de la seva primera pel·lícula, Tokyo Pop de 1988, que va coescriure i dirigir. La pel·lícula es va projectar al 41è Festival Internacional de Cinema de Canes de 1988 i va rebre elogis de la crítica per la seva representació d'una dona americana que intentava donar sentit a la cultura juvenil japonesa
Ella és més coneguda com a directora el 1992 de la pel·lícula Buffy the Vampire Slayer, el guió original de la qual va ser la base de la sèrie de televisió Buffy the Vampire Slayer. Va descobrir el guió de l'escriptor Joss Whedon, va ampliar el personatge de Buffy amb ell i juntament amb el productor Kaz Kuzui va reunir el finançament per produir la pel·lícula. Kuzui va ser productora executiva de la sèrie de televisió i del seu spin-off Angel , havent empaquetat Buffy juntament amb Kaz Kuzui, Gail Berman de Sandollar TV i Sandy Gallin.
Juntament amb el seu marit Kaz Kuzui, va fundar Kuzui Enterprises, líder en distribució de pel·lícules al Japó que distribueix els EUA. pel·lícules allà i importa pel·lícules japoneses per als EUA. mercat. L'any 2003, els Kuzuis van estar entre els productors executius de la pel·lícula tailandesa-japonesa Last Life in the Universe. El 1997 Kuzui va començar a treballar amb Trey Parker i Matt Stone i va produir la seva pel·lícula Orgazmo. Els Kuzuis també van localitzar i distribuir la sèrie de televisió del duo South Park al Japó. Kuzui Enterprises va ser un dels financers d'Orgazmo i Telling Lies in America. Els Kuzuis van treballar amb l'artista Keith Haring per establir Pop Shop Tòquio, 
El 2018, es va informar que els Kuzuis estan involucrats en el desenvolupament d'un reboot de Buffy.
Kuzui també és escriptor col·laborador a la Nikkei Asian Review i cap de l'oficina de Tòquio de Culinary Backstreets.